# بیزوواک
بیزوواک (به لاتین: Bizovac) یک منطقهٔ مسکونی در کرواسی است که در شهرستان اوسیک-بارانیا واقع شده‌است. بیزوواک ۴٬۹۷۹ نفر جمعیت دارد.